# Georgij Alekseevič Ušakov
Georgij Alekseevič Ušakov, in russo Георгий Алексеевич Ушаков? (Lazarevskoe, 16 o 30 gennaio 1901 – Mosca, 3 dicembre 1963), è stato un esploratore e geografo sovietico, è stato membro dell'Accademia delle scienze dell'URSS.

## Biografia
Ušakov è nato del 1901 nel villaggio di Lazarevskoe, attualmente nell'Oblast' autonoma ebraica, da una famiglia di cosacchi di Chabarovsk. Fece la sua prima spedizione all'età di 15 anni, nel 1916, con Vladimir K. Arsen'ev.
Nel 1926, Ušakov fondò il primo insediamento sovietico sull'isola di Wrangel (oggi Ušakovskoe) e ne fu a capo per tre anni. Nel 1930-1932, guidò la spedizione alla Severnaja Zemlja e vi stabilì la stazione polare Domašnij sull'isola omonima. Assieme al geologo Nikolaj Urvancev, V. V. Hodovym e S. P. Žuravlëvym, fece la prima mappatura dell'arcipelago. A questa spedizione è dedicato il suo libro «По нехоженой земле» (Po nehoženoj zemle, in italiano "Sulle terre inviolate").
Nel 1932-1936, lavorò presso la Direzione generale della Rotta Marittima del Nord (Главное Управление Северного Морского Пути, Glavnoe Upravlenie Severnogo Morskogo Puti, GUSMP), chiamata anche Glavsevmorput, e nel 1935 guidò la prima spedizione sovietica oltre il Circolo polare artico sul rompighiaccio Sadko, esaminando le aree inesplorate del mare di Kara e scoprendo quella che sarebbe stata chiamata l'isola di Ušakov. Nel 1937 la sua nave fu intrappolata nel ghiaccio, con altre due, e fu costretto a svernare nel mare di Laptev, aggiungendo preziose osservazioni invernali a quelle estive. Ušakov ha poi lavorato presso la direzione del Servizio Idrometeorologico dell'URSS (1936-1940) e presso l'Accademia russa delle scienze (1940-1958). È stato uno dei fondatori dell'Istituto Oceanografico dell'URSS.
È stato insignito dell'Ordine di Lenin, dell'Ordine della Bandiera rossa del lavoro e dell'Ordine della Stella Rossa. Sono state denominate in suo onore: dei monti nella Terra di Enderby, in Antartide; un villaggio (Ušakovskoe) e un capo sull'isola di Wrangel; un fiume sull'isola della Rivoluzione d'Ottobre; oltre alla sunnominata isola di Ušakov.
Ušakov morì a Mosca, ma fu esaudito il suo ultimo desiderio, e cioè che le sue ceneri fossero portate sull'isola Domašnij, nell'arcipelago di Severnaja Zemlja.